# Pallidoplectron subterraneum
Pallidoplectron subterraneum is een rechtvleugelig insect uit de familie grottensprinkhanen (Rhaphidophoridae). De wetenschappelijke naam van deze soort is voor het eerst geldig gepubliceerd in 1965 door Richards.